# Рувна (Лодзинське воєводство)
Рувна (пол. Równa) — село в Польщі, у гміні Блашки Серадзького повіту Лодзинського воєводства.
Населення — 310 осіб (2011).
У 1975-1998 роках село належало до Серадзького воєводства.

## Демографія
Демографічна структура станом на 31 березня 2011 року:
|          | Загалом | Допрацездатний вік | Працездатний вік | Постпрацездатний вік |
| -------- | ------- | ------------------ | ---------------- | -------------------- |
| Чоловіки | 153     | 29                 | 101              | 23                   |
| Жінки    | 157     | 31                 | 83               | 43                   |
| Разом    | 310     | 60                 | 184              | 66                   |